# George Wheeler (baseball, 1869)
Pour les articles homonymes, voir George Wheeler et Wheeler.
George Louis Wheeler (né George L. Heroux le 30 juillet 1969 à Methuen Massachusetts, États-Unis et mort le 21 mars 1946 à Santa Ana, Californie, États-Unis) est un lanceur de baseball qui évolue pour les Phillies de Philadelphie de la Ligue nationale de 1896 à 1899.
George Wheeler pourrait être l'un des quatre lanceurs ambidextres à avoir joué dans les Ligues majeures de baseball au XIXe siècle, mais cette possibilité n'est pas avérée et est débattue par les historiens.
Wheeler a joué 4 saisons pour Philadelphie, disputant 50 matchs au total. Il a remporté 21 victoires contre 20 défaites, réussi 60 retraits sur des prises en 358 manches et deux tiers lancées, et affiche une moyenne de points mérités en carrière de 4,24.
En 1914 et 1923, Wheeler est entraîneur de l'équipe des Trojans de l'université de Californie du Sud. En 1914, il mène l'équipe de baseball de la faculté de droit (seule équipe de baseball de l'institution à cette époque) à une fiche de 8 victoires et deux défaites.